# ボウディン大学
ボウディン大学  (英語: Bowdoin College [boʊdɨn] ( 音声ファイル)))は、アメリカ合衆国メイン州ブランズウィック市に本部を置く私立大学。1794年創設。
アメリカの独立戦争後、独自の教育機関をもつ必要性を主張した当時のマサチューセッツ州知事サミュエル・アダムズによって創設された大学群のひとつで、大学名は独立戦争で活躍したジェームズ・ボーディンにちなむ。
リベラルアーツ学部のみの「リベラル・アーツ・カレッジ」で、学部生の総数は約1900人と小規模ながら伝統的に高い評価を得ており、2006年に『ニューズウィーク』誌が「新たなアイビーリーグ」25校を選出したさいにその一角を占めている。実際に2024年の時点で合格率は8％と、アイビーリーグなどアメリカのトップ校とほぼ同水準の難関校である。また年間の学費が6万7000ドルと高額で、この点でもアイビーリーグと同水準にある。
著名な卒業生に、古くは詩人のロングフェローや小説家のナサニエル・ホーソーン、近年ではNetflix創業者のひとりリード・ヘイスティングス [英語版] などがいる。
日本では、ボードウィン大学、ボウドイン大学、ボードイン大学、ボードン大学、ボーデン大学などとも表記されることがある。

## 大学ランキング
USニューズ誌大学ランキング
- アメリカ国内のリベラル・アーツ・カレッジ　第5位[5]
- 学部レベルの教育水準　第6位[5]

CWUR世界大学ランキング
- アメリカ国内総合　第254位[6]
- 世界ランキング　第1339位（20966校中）[6]

フォーブズ誌 大学ランキング
- アメリカ国内　第25位[7]

## 研究施設
- ピアリー・マクミラン極地博物館：大学の同窓生で北極探検家のロバート・E・ピアリー（1877年卒業）とドナルド・B・マクミラン（e1898年卒業）の姓を冠し、北極研究専門としてはアメリカのカナダ以南48州で唯一の博物館。

## 著名な卒業生
以下、括弧内は卒業年。
- ウィリアム・ピット・フェッセンデン (1823) - 政治家。南北戦争末期の財務長官。
- フランクリン・ピアース (1824) - 第14代アメリカ合衆国大統領。
- ヘンリー・ワズワース・ロングフェロー (1825) - 詩人。
- ナサニエル・ホーソーン (1825) - アメリカ合衆国の作家。緋文字の作者。
- ジョン・パーカー・ヘイル (1827) - ニューハンプシャー下院議員、連邦地方検察官、連邦下院議員、連邦上院議員、駐フランス公使。
- オリバー・O・ハワード (1850) - 南北戦争の著名軍人、ハワード大学設立者。
- ジョシュア・ローレンス・チェンバレン (1852) - 南北戦争の著名軍人、メイン州知事、ボウディン大学学長。
- メルヴィル・フラー (1853) - アメリカ合衆国最高裁判所長官。
- オーガスタス・スティンチフィールド (1868) - メイヨー・クリニックを創設した医師。
- ロバート・ピアリー (1877) - 北極探検家。
- アルフレッド・キンゼイ (1916) - キンゼイ報告の著者。
- フレデリック・トゥーテル (1923) - 1924年パリオリンピックのハンマー投でアメリカ人初となる金メダリスト。
- ホディング・カーター (1927) - ピューリッツァー賞受賞のジャーナリスト。
- ピーター・バック (1952) - 有名サンドイッチチェーンサブウェイの創設者。
- バート・クヲォーク (1953) - ピンクパンサーシリーズになどに出演するイギリス出身の俳優。2001年大英帝国勲章授与者。
- トーマス・ピッカリング (1953) - 国連、ロシア、インド、イスラエル、ナイジェリア等に駐在したアメリカ大使。
- ジョージ・J・ミッチェル (1954) - 政治家、実業家、法律家。合衆国上院議員。多数党院内総務。ウォルト・ディズニー・カンパニーの取締役会会長(2004-2007)。ミッチェル報告書における調査官。
- ウィリアム・コーエン (1962) - 民主党クリントン政権下における国防長官。
- ケネス・シュノールト (1973) - アメリカン・エキスプレスの最高経営責任者。
- クリストファー・ヒル (1974) - 外交官。東アジア・太平洋担当国務次官補・北朝鮮核問題をめぐる六者会合のアメリカ首席代表。駐イラク大使歴任。デンバー大学国際学部長。
- エド・リー (1974) - アジア系アメリカ人初のサンフランシスコ市長(第49代)。
- ジョーン・ベノイト (1979) - オリンピック初代女子マラソン金メダリスト。元世界記録保持者。
- リード・ハスティングス (1983) - Netflix創設者かつ最高経営責任者。
- ポール・アデルスタイン (1991) - プリズン・ブレイクやプライベート・プラクティス 迷えるオトナたちなどに出演する俳優。
- DJ Spooky (1992) - ヒップホップミュージシャン、音楽プロデューサー。
- アンソニー・ドーア (1995) - ピューリッツァー賞フィクション部門を受賞したベストセラー作家。
- ゾーラン・マムダニ (2014) - 政治家[8]。
- 鍵冨太雅 (2022) - プロバスケットボール選手。